# 又见木瓜树
《又见木瓜树》（英語：Inside Out & Back Again，又译《十岁那年》）是赖清河创作的诗歌小说。该书获得2011年全国青年文学图书奖和纽伯瑞奖。这部小说取材于她移居到美国的第一年，当时（即越南战争结束的1975年）她只是一个不会说英语的十岁女孩。

## 情节摘要
本书讲述了一个名叫金河（Kim Hà）的年轻女孩和她的家人，因为越南战争而被迫登上一艘海军舰艇逃离。在难民营呆了几个月后，他们最终搬到了阿拉巴马州。 金河在她的新学校里努力学习英语和对抗欺凌者。她曾一度说：“没有人会相信我，但我宁愿留在战争中的越南而非和平的阿拉巴马。” 最终，她在隔壁邻居的帮助下成功渡过了最初的困难时期。书的开头提到，金河的父亲是越南战争中越南共和国的一名士兵，在她一岁时被越南人民军俘虏。最后，她和她的家人得知她的父亲已经去世。金河最后习惯了在美国的生活。她和她的家人庆祝新年时，她祈祷美好的事情发生在她和她的家人身上。

## 灵感来源
赖清河为准确描述金河从越南到美国的旅程准备了15年，因为金河的故事很特别——是根据作者本人在越南战争结束时的经历改编的。为了避免粉饰记忆和激怒她的家人，赖决定改为讲述虚构人物金河的故事。她尝试过使用第一人称的散文和海明威的短小、超然的风格。最后，赖使用了自由诗，因为“这些短语反映了越南语的发音。”

## 评价
詹妮弗·罗斯柴尔德（Jennifer Rothschild）描述道：“每一段都有一个日期，因此读者可以轻松地跟踪时间的进程。描述越南丰富气味和味道的感官语言吸引了读者，并与金河对清淡美国食物的看法形成对比，叙事的即时性将吸引那些通常不喜欢历史小说的人。”《出版人周刊》称，“赖给予了对文化和物理景观的洞察力，以及在面临艰难选择时精心打磨的金河的家人的肖像……终于重拾学术和社会信心。对人类韧性的深刻描绘。” 